# Claire Nitch
Claire Nitch (* 7. August 1971 in Johannesburg) ist eine ehemalige südafrikanische Squashspielerin.

## Karriere
Claire Nitch spielte ab Anfang der 1990er-Jahre auf der WSA World Tour. Ihre höchste Platzierung in der Weltrangliste erreichte sie mit Rang neun im Juli 1994. 
Mit der südafrikanischen Nationalmannschaft nahm sie 1992, 1994, 1996, 1998, 2000, 2002, 2004 und 2006 an der Weltmeisterschaft teil. Bei den Commonwealth Games 1998 gehörte sie ebenfalls zum südafrikanischen Aufgebot. Im Einzel schied sie im Achtelfinale gegen Cassie Jackman aus, in der Mixedkonkurrenz kam sie mit Craig van der Wath nicht über das Viertelfinale hinaus. Im Doppel erreichte sie mit Natalie Grainger das Halbfinale, was dem Gewinn der Bronzemedaille bedeutete.
Zwischen 1990 und 2000 stand sie zehnmal im Hauptfeld der Weltmeisterschaft im Einzel. Dabei erreichte sie siebenmal das Achtelfinale, ihr bestes Abschneiden. Ihre letzte Saison spielte sie im Jahr 2000. Sie wurde zwischen 1993 und 2004 insgesamt neunmal südafrikanische Meisterin.

## Erfolge
- Commonwealth Games: 1 × Silber (Doppel 1998)
- Afrikaspiele: 1 × Silber (Mannschaft 2003)
- Südafrikanische Meisterin: 9 Titel (1993, 1994, 1996, 1998, 1999, 2001–2004)